# Michael Ratner
Michael D. Ratner (Cleveland, Ohio, 13 de junho de 1943 – Nova Iorque, 11 de maio de  2016) foi um advogado, presidente emérito do  Center for Constitutional Rights (CCR), uma organização de defesa dos direitos humanos sediada na cidade de Nova York. Foi também presidente do  European Center for Constitutional and Human Rights (ECCHR), baseado em Berlim.
Graduou-se em 1966 pela Brandeis University e concluiu sua pós-graduação na  Columbia Law School.
Por mais de quarenta anos,  investigou abusos de direitos humanos e falou publicamente em defesa das vítimas desses abusos em  todo o mundo. Ratner e o  CCR atuaram nos Estados Unidos como advogados de Julian Assange e do site Wikileaks. Ratner também representou os prisioneiros da base de Guantánamo, contra a administração de George W. Bush, na  Suprema Corte dos Estados Unidos. A Corte finalmente pronunciou-se a favor do CCR, em uma decisão histórica de 2008, quando derrubou a lei que privava os prisioneiros de Guantánamo do direito de habeas corpus. 
Ratner também foi presidente da  National Lawyers Guild (NLG), organização alternativa à Ordem dos Advogados dos Estados Unidos (American Bar Association), criada para se contrapor às práticas exclusionistas e à orientação conservadora da Ordem.
Escreveu vários livros, incluindo  The Trial of Donald Rumsfeld: A Prosecution by Book, Against War with Iraq e Guantanamo: What the World Should Know,  além de  livros sobre direitos humanos internacionais e numerosos artigos. Com outros três advogados, Ratner também apresentava um programa de rádio - Law and Disorder, abordando temas relacionados a  liberdades civis, direitos civis,  e  direitos humanos.